# 孟慶平
孟慶平（1937年8月—），男，辽宁黑山人，中华人民共和国政治人物。曾任海南省人民政府、湖北省人民政府副省长。

## 生平
孟庆平的祖父从河北省吴桥县逃荒去东北的，成为一名佃户。他自幼家庭困苦，七岁即开始农务劳动，直到十三岁才开始上学。1962年孟庆平从鞍山冶金专科学校毕业后分配至海南省昌江县石碌铁矿，1965年加入中国共产党，曾任海南铁矿矿长，海南行政区党委副书记，1987年9月任海南省筹备组成员、省政府负责人。1988年2月任海南省人民政府副省长。在担任海南省副省长期间，孟庆平利用职务之便，多次收受贿赂。1993年4月调任湖北省人民政府副省长。
1998年12月29日，新华社报道：中央纪委最近会同最高人民检察院等有关部门，严肃查处了湖北省原副省长孟庆平严重违纪违法案件。中央纪委决定，并报经中央批准，开除孟庆平党籍，检察机关已依法将其逮捕。后因受贿罪被依法判处有期徒刑十年。